# Psamathia amplata
Psamathia amplata är en fjärilsart som beskrevs av W. Warren 1907. Psamathia amplata ingår i släktet Psamathia och familjen Uraniidae. Inga underarter finns listade i Catalogue of Life.